# Cyklistika na Letních olympijských hrách 1984
Cyklistika na Letních olympijských hrách 1984 zahrnovala dvě oddělené kategorie.
- Dráhová cyklistika probíhala na stadionu Olympic Velodrome v Carsonu.
- Silniční cyklistika zahrnovala závody s hromadným startem jednotlivců, které se konaly v ulicích města Mission Viejo a časovku družstev, která se jela na silnici Artesia Freeway.

## Silniční cyklistika

### Muži
| Kategorie                      | Zlato                                                                                | Stříbro                                                                           | Bronz                                                                                         |
| ------------------------------ | ------------------------------------------------------------------------------------ | --------------------------------------------------------------------------------- | --------------------------------------------------------------------------------------------- |
| Muži závod s hromadným startem | Alexi Grewal · Spojené státy americké (USA)                                          | Steve Bauer · Kanada (CAN)                                                        | Dag Otto Lauritzen · Norsko (NOR)                                                             |
| Muži časovka družstev          | Itálie (ITA) · Marcello Bartalini · Marco Giovannetti · Eros Poli · Claudio Vandelli | Švýcarsko (SUI) · Alfred Achermann · Richard Trinkler · Laurent Vial · Benno Wiss | Spojené státy americké (USA) · Ron Kiefel · Clarence Knickman · Davis Phinney · Andrew Weaver |

### Ženy
| Kategorie                      | Zlato                                           | Stříbro                                      | Bronz                                     |
| ------------------------------ | ----------------------------------------------- | -------------------------------------------- | ----------------------------------------- |
| Ženy závod s hromadným startem | Connie Carpenter · Spojené státy americké (USA) | Rebecca Twigg · Spojené státy americké (USA) | Sandra Schumacher · Západní Německo (FRG) |

## Dráhová cyklistika

### Muži
| Kategorie                   | Zlato                                                                          | Stříbro                                                                                     | Bronz                                                                              |
| --------------------------- | ------------------------------------------------------------------------------ | ------------------------------------------------------------------------------------------- | ---------------------------------------------------------------------------------- |
| 1000 m s pevným startem     | Fredy Schmidtke · Západní Německo (FRG)                                        | Curt Harnett · Kanada (CAN)                                                                 | Fabrice Colas · Francie (FRA)                                                      |
| stíhací závod (jednotlivci) | Steve Hegg · Spojené státy americké (USA)                                      | Rolf Gölz · Západní Německo (FRG)                                                           | Leonard Nitz · Spojené státy americké (USA)                                        |
| sprint (jednotlivci)        | Mark Gorski · Spojené státy americké (USA)                                     | Nelson Vails · Spojené státy americké (USA)                                                 | Tsutomo Sakamoto · Japonsko (JPN)                                                  |
| bodovací závod              | Roger Ilegems · Belgie (BEL)                                                   | Uwe Messerschmidt · Západní Německo (FRG)                                                   | José Youshimatz · Mexiko (MEX)                                                     |
| stíhací závod (družstva)    | Austrálie (AUS) · Michael Grenda · Kevin Nichols · Michael Turtur · Dean Woods | Spojené státy americké (USA) · David Grylls · Steve Hegg · Patrick McDonough · Leonard Nitz | Západní Německo (FRG) · Reinhard Alber · Rolf Gölz · Roland Günther · Michael Marx |

## Přehled medailí
| Pořadí | Země                   | Zlato | Stříbro | Bronz | Celkově |
| ------ | ---------------------- | ----- | ------- | ----- | ------- |
| 1.     | Spojené státy americké | 4     | 3       | 2     | 9       |
| 2.     | Západní Německo        | 1     | 2       | 2     | 5       |
| 3.     | Austrálie              | 1     | 0       | 0     | 1       |
| 3.     | Belgie                 | 1     | 0       | 0     | 1       |
| 3.     | Itálie                 | 1     | 0       | 0     | 1       |
| 6.     | Kanada                 | 0     | 2       | 0     | 2       |
| 7.     | Švýcarsko              | 0     | 1       | 0     | 1       |
| 8.     | Francie                | 0     | 0       | 1     | 1       |
| 8.     | Japonsko               | 0     | 0       | 1     | 1       |
| 8.     | Mexiko                 | 0     | 0       | 1     | 1       |
| 8.     | Norsko                 | 0     | 0       | 1     | 1       |